# HzL RS1
De HzL RS en RS1 zijn diesel treinstellen van het type Regio-Shuttle, een zogenaamde lichtgewichttrein met lagevloerdeel voor het regionaal personenvervoer van de Duitse spoorwegonderneming Hohenzollerische Landesbahn (HzL).

## Geschiedenis
Oorspronkelijk werd de Regio-Shuttle door Adtranz gebouwd. Toen Bombardier Adtranz overnam, mocht Bombardier de Regio-Shuttle om kartelrechterlijke redenen niet meer bouwen. De licentie kwam toen in handen van Stadler Rail. Bombardier bouwt nu de ITINO, een treinstel dat gebaseerd is op de Regio-Shuttle. Stadler Rail ontwikkelde de trein verder als Regio-Shuttle RS 1.

## Constructie en techniek
Het treinstel is opgebouwd uit een stalen frame met een frontdeel van GVK. Het treinstel heeft een lagevloerdeel. Deze treinstellen kunnen tot drie stuks gecombineerd rijden. De treinen zijn uitgerust met luchtvering.

## Treindiensten

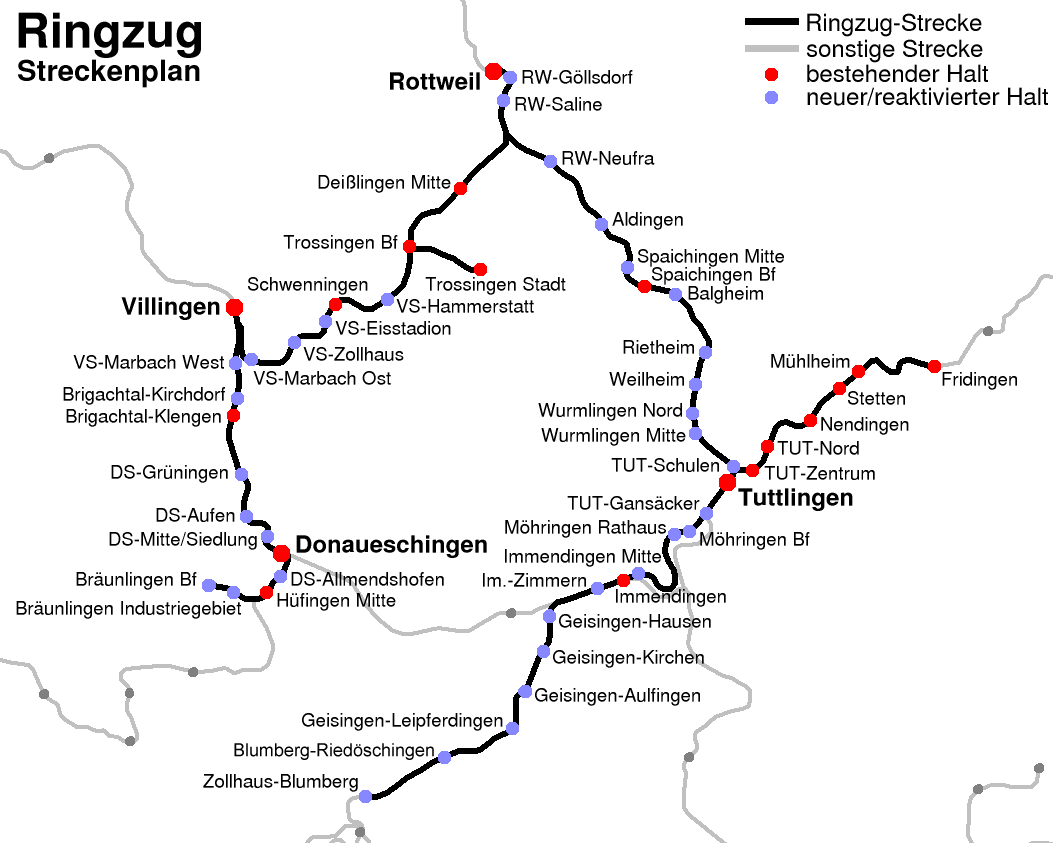
3er-Ringzug

De treinen worden door Hohenzollerische Landesbahn (HzL) ingezet op de volgende trajecten.
- 3er-Ringzug: van Immendingen over Tuttlingen, Rottweil, Villingen-Schwenningen naar Donaueschingen
- Trossingen Bahnhof - Trossingen Stadt van de voormalige Trossinger Eisenbahn
- Bregtalbahn tussen Donaueschingen en Bräunlingen
- Wutachtalbahn tussen Immendingen en Blumberg-Zollhaus
- Donautalbahn het traject tussen Tuttlingen en Fridingen.

## Foto's

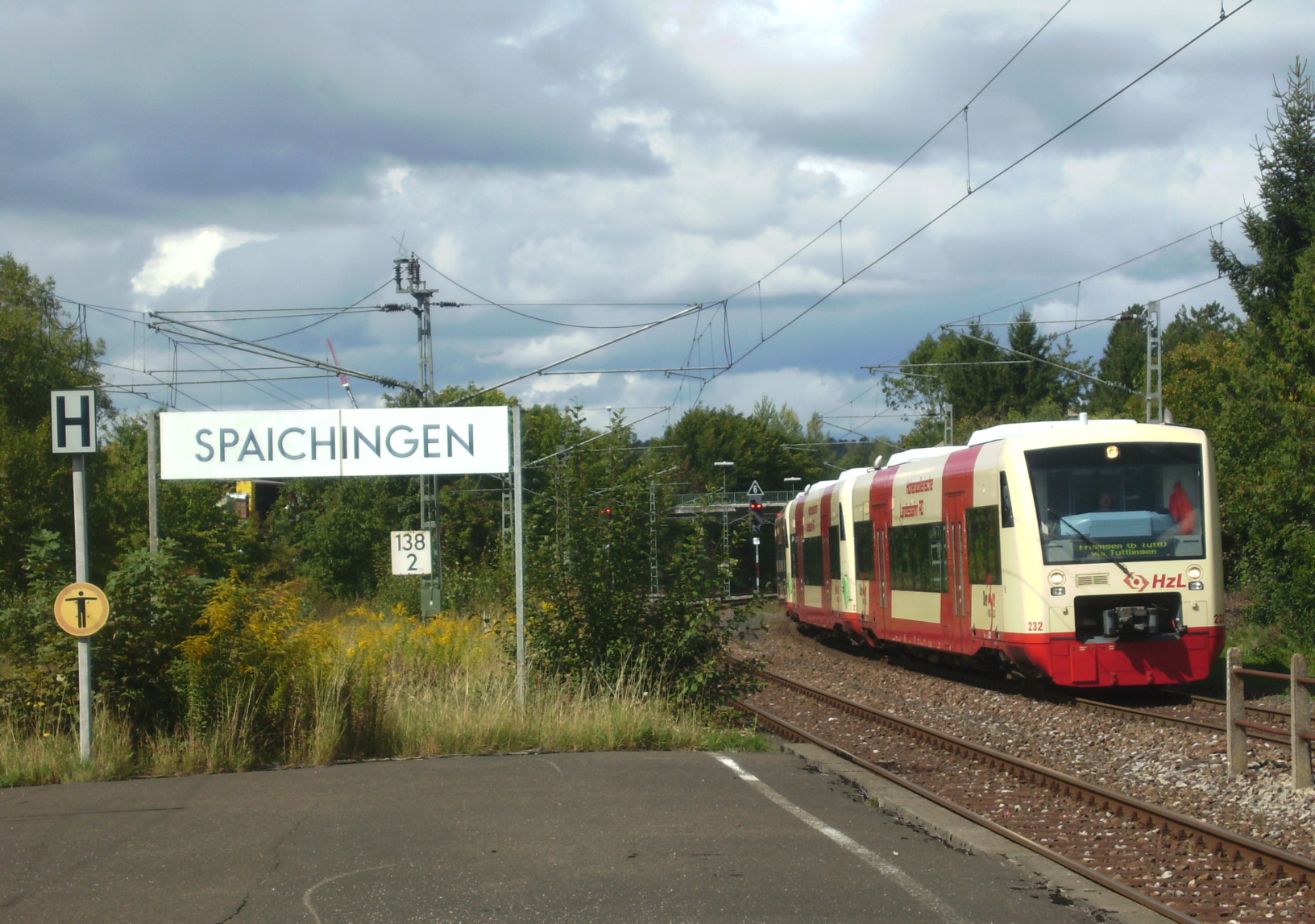
3er-Ringzug, trein VT 232 op 8 september 2008 in station Spaichingen